# Medal 40-lecia ZPAF
Medal 40-lecia ZPAF – polskie wyróżnienie niepaństwowe, uchwalone decyzją Zarządu Głównego Związku Polskich Artystów Fotografików w Warszawie, w 1987 roku.

## Historia
Medal 40-lecia ZPAF (1947–1987) został uchwalony przez Zarząd Główny Związku Polskich Artystów Fotografików w 1987 roku, w odniesieniu do obchodów 40-lecia powstania stowarzyszenia. Realizację projektu medalu powierzono Okręgowi Świętokrzyskiemu ZPAF. Medal był wyróżnieniem przyznawanym przez Zarząd Główny Związku Polskich Artystów Fotografików, stanowiącym gratyfikację dla osób, które swoją pracą na rzecz fotografii oraz fotograficzną twórczością artystyczną – przyczyniły się do rozwoju fotografii w Polsce.

## Opis
Awers medalu przedstawia logo Związku Polskich Artystów Fotografików. W dolnej (prawej) części awersu umieszczono daty 1947–1987. W lewej części awersu zaprojektowano pionowy napis ZWIĄZEK POLSKICH ARTYSTÓW FOTOGRAFIKÓW. Rewers medalu przedstawia linie poziome oraz pionowe tworzące nieregularne kształty, przypominające sylwetkę fotografa z aparatem fotograficznym – umieszczonym w centralnej części rewersu. Medal wykonano w kształcie kwadratu – sporządzony z metalu w kolorze brązowym.